# Nyåret (dikt)
Nyåret är en dikt från 1813 av den svenske författaren Esaias Tegnér. Den ger en pessimistisk skildring av nyåret 1812–1813, där det gamla och det nya året personifieras av mordiska och beväpnade ryttare som avlöser varandra. Bakgrunden är Napoleons omfattande krigsförluster i Ryssland och att den svenska skörden hade förstörts av ett ihållande höstregn. Diktens öppningsrad anspelar på Johann Wolfgang von Goethes dikt Erlkönig.
Dikten skrevs kring årsskiftet och framfördes vid Götiska förbundets stämma 20 mars 1813, där den lästes upp tillsammans med Esaias Tegnérs andra dikter Asatiden (då kallad Bifrost), Jätten, Prestvigningen, Rom-resan, Sång till solen och Skaldens morgonpsalm. Den refuserades dock av Iduna, som endast tryckte tre av de sju dikterna.
Tre år senare omarbetade Tegnér motivet till Nyåret 1816.